# Gárdonyi Géza Színház
A Gárdonyi Géza Színház Eger három színháza közül a legnagyobb.

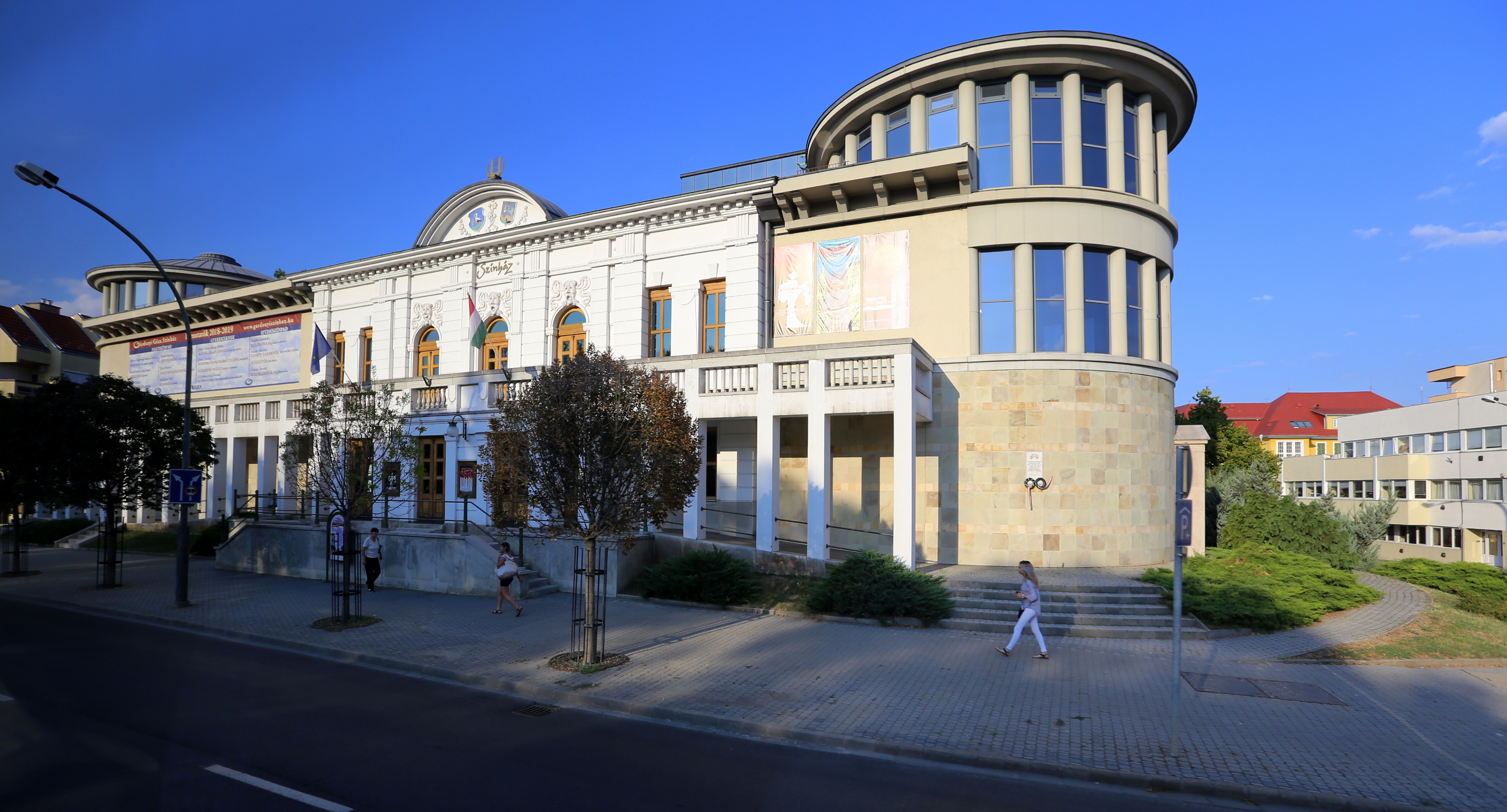
Naplemente

## Története
A korábbi, fából épült színház helyén épült fel a város eklektikus stílusú kőszínháza, Légmán Imre és Bárány Géza mérnökök tervei alapján. A Pesti Hírlap korabeli száma így írt az új színházról:

„A magasan fekvő Hunyady-téren impozáns hatást tesz a kétemeletes épület, amelynek a Deák Ferenc utcára néző főhomlokzatát erkélyszerű kiugrások, művészeti emblémák díszítik s tágas, fedett kocsifeljáró zárja a földszinti előteret. A színházba 6—700 néző fér. A földszinten, amelyre hatalmas kupola borul, 16 páholy van, továbbá ülő- és állóhelyek. Az I. emeleten 25 páholy, a buffet és erkélyek, a II. emeleten az erkélyszékek, karzati ülés, állóhelyek. A nézőteret beborító kupolát művészi freskók díszítik a művészet ágazatainak ábrázolásával s egyéb ornamentikus alkotások. Az egész színház, nézőtér, színpad teljesen modern berendezésű, villanyvilágitással van ellátva s egyike a legtökéletesebb hazai munkáknak.”

A színházavató díszelőadást 1904. augusztus 20-án tartották. Az est díszvendége Gárdonyi Géza, erre az alkalomra írta Dobó István szelleme című előjátékot. A jelenet után mutatták be Dobsa Lajos: István első magyar király című szomorújátékát. Az első szezon igazgatója Balla Kálmán volt. 
1908-ban az épületbe költözött az első egri mozgófénykép vállalat, így egy ideig itt egy helyen működött a mozi és a színház is.
Az 1955. augusztus 15-én tartott ünnepi alakuló ülésén vette fel a színház Gárdonyi Géza nevét. Ekkor a színház igazgatója Ruttkai Ottó volt. Prózai és zenés darabokat játszottak. A színház tájelőadásokat is tartott. Rendezője 1957–58-ban Csajági János volt.
1961 és 1964 között a színház épületét felújították, illetve átépítették Mányoki László építészmérnök tervei alapján. Az 1964–65-ös évadtól a Miskolci Nemzeti Színházhoz csatolták, közös igazgató, főrendező, gazdasági igazgató állt a társulatok élén, amelyeket 1966-ban összevontak. 
1982-ben kezdték meg az épület újabb felújítását. 1985-ben ismét önálló színházzá vált, ekkor kezdte meg újra a működését Szikora János vezetésével. Kezdetben befogadószínház volt. Egyidejűleg a színház önálló tagozataként idecsatolták a hivatásossá vált Harlekin Bábszínházat. 
1986-tól a színház igazgató-főrendezője, majd az 1987-ben megalakult önálló társulat igazgatója Gali László volt. 1996-tól 2005-ig a színház dramaturgja Pályi András volt. 2001 és 2011 között a színház élén Csizmadia Tibor igazgató-főrendezője állt. A színház igazgatója 2011-től Blaskó Balázs.

## Igazgatói
|  | Ruttkai Ottó (1955–1956)    |
|  | Giricz Mátyás (1963–1964)   |
|  | Szikora János (1985–1986)   |
|  | Gali László (1986–1996)     |
|  | Beke Sándor (1996–2001)     |
|  | Csizmadia Tibor (2001–2011) |
|  | Blaskó Balázs (2011–)       |

## A társulat (2024/2025)

### Vezetése
- Blaskó Balázs igazgató
- Dr. Nagy Zoltán zenei vezető
- Topolánszky Tamás tánctagozat vezető
- Farkas Éva produkciós igazgatási koordinátor
- Engler Imre műszaki vezető

### Színészek
- Babócsai Réka
- Balogh András
- Baranyi Péter
- Blaskó Balázs
- Baráth Zoltán
- Csathó Norbert
- Dér Gabriella
- Dimanopulu Afrodité
- Fehér István
- Lisztóczki Péter
- Misurák Tünde
- Nagy Adrienn
- Nagy András
- Nagy Barbara
- Raikovich Viktória
- Reiter Zoltán
- Saárossy Kinga
- Sata Árpád
- Szél Anikó
- Török-Ujhelyi Tamás
- Tóth Levente
- Tunyogi Péter
- Várhelyi Dénes

## Örökös tagjai[6]
- Aldobolyi Nagy György
- Beke Sándor
- Beksi Balázs
- Bókai Mária
- Csendes László
- Gali László
- Győrvári János
- Kiss Sándor
- Menkó Terézia
- Mészáros Sándor
- Molnár Sándorné
- M. Horváth József
- Olgyai Magda
- Rábl Róbert
- Réti Árpád
- Saárossy Kinga
- Sata Árpád
- Szegvári Menyhért